# Турчин (Горњи Кнегинец)
Турчин је насељено место у саставу општине Горњи Кнегинец у Вараждинској жупанији, Хрватска. До територијалне реорганизације у Хрватској налазио се у саставу старе општине Вараждин.

## Становништво
На попису становништва 2011. године, Турчин је имао 931 становника.

## Попис1991.
На попису становништва 1991. године, насељено место Турчин је имало 974 становника, следећег националног састава:
| Попис 1991.‍  | Попис 1991.‍  | Попис 1991.‍ | Попис 1991.‍ | Попис 1991.‍ |
| ------------ | ------------ | ----------- | ----------- | ----------- |
|              |              |             |             |             |
| Хрвати       | Хрвати       |             | 936         | 96,09%      |
| Срби         | Срби         |             | 2           | 0,20%       |
| Албанци      | Албанци      |             | 1           | 0,10%       |
| Словенци     | Словенци     |             | 1           | 0,10%       |
| Чеси         | Чеси         |             | 1           | 0,10%       |
| неопредељени | неопредељени |             | 7           | 0,71%       |
| непознато    | непознато    |             | 26          | 2,66%       |
| укупно: 974  |              |             |             |             |